# Pierre Braun
Pour les articles homonymes, voir Braun.
Pierre Braun, né le 5 janvier 1872 à Goeblange (Luxembourg) et mort le 16 mars 1956 à Luxembourg-Ville (Luxembourg), est un juriste et homme politique luxembourgeois.
Du 9 janvier 1910 au 3 mars 1915, Pierre Braun est Directeur général — soit l'équivalent de ministre de nos jours — de l'Intérieur dans le gouvernement dirigé par Paul Eyschen,.
Pierre Braun est nommé conseiller d’État, le 3 mars 1915, fonction venue à terme le 16 novembre 1945.

## Décoration
- Grand officier de l'ordre de la Couronne de chêne[4] (promotion 1932, Luxembourg).